# Romanski narodi
Romanski narodi- Skupni naziv narodima indoerupske etnolingvističke obitelji nastanjenih (uz neke iznimke) u zapadnoj i jugozapadnoj Europi. Romanski narodi vuku porijeklo od romaniziranih domorodačkih naroda što su bili nastanjeni na nekadašnjem području Rimskog Carstva, te preuzeli latinski jezik, iz kojega su potekli i razvili se jezici suvremenih romanskih naroda. 
Predstavnici ove grane Indoeuropljana su državotvorni narodi: Talijani, Rumunji, Moldavci, Francuzi, Španjolci, Portugalci i maleni Monegaski koji moguće imaju pretke u starom ligurskom plemenu Monoikos. Nadalje u njih pripadaju i narodi koji žive unutar drugih država gdje ih se veoma često vodi pod imenima matične države. Na području Belgije nastanjeni su Valonci koji tamo žive zajedno s Flamancima, i govore valonskim jezikom, često nazivan francuskim. 
Retoromani su skupina od nekoliko manjih etničkih zajednica, koje vuku porijeklo od Retijaca. Retoromani žive u Švicarskoj i sjeveroistočnoj Italiji. Vlasi ili Arumunji su također niz manjih srodnih zajednica raštrkanih po krajevima između Rumunjske, ovale Jadrana, i na jug do Grčke i Albanije. Na području Francuske i Španjolske nalazimo od poznatijih, viz.: Aragonci, Katalonci, Galjegi, Okcitanci, Provansalci, Frankoprovansalci, Gaskonjci, Normani (koji govore francuski, a računa se da ih je u Velikoj Britaniji tek još oko 300), nastanjeni u Francuskoj uz Engleski kanal (La Manche), Franko-Švicarci u Švicarskoj; nadalje imamo Franko-Kanađane u Kanadi, Kajune u Louisiani. 
U jezičnom pogledu u romanske narode ubrajaju se danas i tamnoputi narodi u područjima Kariba (Martinikanci, Portorikanci, Haićani, Kubanci) i zemljama Latinske Amerike koji govore portugalskim, španjolskim ili francuskim jezikom. Sve su ovo neo-romanski narodi s karakterističnim običajima i miješanim kulturama koje čine spoj afričkog i europskog nasljeđa. Novi narodi, Neo-Romani čine mlade i nove nacije čija se kultura stapa i prožima i postaje karakteristična sama sebi. Ovi ljudi nose španjolska ili francuska imena, govore španjolskim ili francuskim jezikom, ali su etnički i po izgledu potpuno različiti od Romana Staroga svijeta.